# Jean-Sébastien Aubin
Jean-Sébastien Aubin (* 19. Juli 1977 in Montreal, Québec) ist ein ehemaliger kanadischer Eishockeytorwart, der zuletzt bis Sommer 2015 bei den Ducs d’Angers in der französischen Ligue Magnus unter Vertrag stand.

## Karriere

### Nordamerika
Jean-Sébastien Aubin begann seine Karriere 1994 in der kanadischen Juniorenliga Québec Major Junior Hockey League bei den Sherbrooke Faucons, wo er zwei komplette Saisons spielte. Bereits nach seinem ersten Jahr wurde er von den Pittsburgh Penguins im NHL Entry Draft 1995 in der dritten Runde an Position 76 ausgewählt. Aubin spielte noch eine dritte Saison in der QMJHL, die er für insgesamt drei Teams bestritt.
1997 wechselte er in den Profibereich und spielte für die Farmteams der Penguins in den unterklassigen Ligen American Hockey League, International Hockey League und East Coast Hockey League. Während der Saison 1998/99 kam er zum ersten Mal in der National Hockey League zum Einsatz und bestritt 17 Spiele. Zu Beginn der folgenden Saison setzte er sich als Stammtorhüter durch und brachte überzeugende Leistungen. Während der Saison 2000/01 hatte er mit einigen Verletzungen zu kämpfen und teilte sich mit Garth Snow den Posten als Nummer eins, zeigte aber leichte Schwächen und war in den nächsten zwei Jahren nur noch der Back-up-Goalie des Schweden Johan Hedberg. Auch nach dem Weggang von Hedberg im Sommer 2003 konnte sich Aubin nicht mehr den Posten als Stammtorhüter zurückholen und teilte sich mit Marc-André Fleury den Platz als Ersatztorhüter hinter Sébastien Caron.
Nachdem sein Vertrag in Pittsburgh nicht verlängert wurde und die NHL-Saison 2004/05 abgesagt wurde, erhielt Aubin einen Probevertrag bei den St. John’s Maple Leafs, dem AHL-Farmteam der Toronto Maple Leafs. Im August 2005 nahmen ihn schließlich die Toronto Maple Leafs unter Vertrag, doch er schaffte nicht den Sprung in den NHL-Kader und verbrachte den Großteil der Saison bei den Toronto Marlies in der AHL. Im März 2006 verletzte sich mit Ed Belfour der Stammtorhüter der Maple Leafs und Aubin rückte als Ersatztorhüter hinter Mikael Tellqvist in die NHL-Mannschaft auf. Doch Tellqvist schwächelte und Aubin übernahm für die letzten elf Spiele der Saison den Posten als Nummer eins und konnte mit neun Siegen eine sehr überzeugende Leistung bringen.
Für die Saison 2006/07 konnte er sich für das NHL-Team empfehlen und wurde die Nummer zwei hinter Andrew Raycroft. Er kam 20 Mal zum Einsatz, spielte aber eine schwache Saison. Nachdem im Sommer 2007 mit Vesa Toskala ein potentieller Stammtorhüter von den Maple Leafs verpflichtet wurde und man zudem weiterhin an dem jüngeren Raycroft festhalten wollte, wurde Aubins auslaufender Vertrag nicht verlängert.
Erst Ende August 2007 fand Aubin in den Los Angeles Kings einen neuen Arbeitgeber, der ihm einen Einjahresvertrag gab. In der ersten Hälfte der Saison bildete er mit Jason LaBarbera das Torhütergespann, wurde aber dann für Dan Cloutier aus dem Kader gestrichen. Ende Februar 2008 wurde Aubin schließlich zu den Anaheim Ducks transferiert, wo er jedoch ausschließlich für deren AHL-Farmteam, die Portland Pirates, spielen durfte. Nach dem Auslaufen seines Vertrages im Sommer 2008 wurde er von den Philadelphia Flyers verpflichtet.

### Europa
Im Sommer 2009 wechselte Aubin zu den DEG Metro Stars in die Deutsche Eishockey Liga, wo sich der Frankokanadier schnell etablieren konnte und im Dezember 2009 eine zweijährige Vertragsverlängerung erhielt. Trotz des frühen Ausscheidens der DEG im Play-off-Viertelfinale gegen die Grizzly Adams Wolfsburg wurde der Rechtsfänger von der Fachzeitschrift Eishockey News als bester Torhüter der Saison 2009/10 ausgezeichnet. In seiner zweiten Spielzeit bei der DEG konnte Aubin nicht an seine Vorsaison anknüpfen und hatte mit einem verhältnismäßig starken Leistungsabfall zu kämpfen, was Experten einschließlich DEG-Geschäftsführer Lance Nethery mit Problemen aus seiner aktiven Zeit in Nordamerika begründeten, da ihm schon in seiner Zeit in der NHL fehlende Motivation und Arbeitsmoral vorgeworfen worden war, die eine längere Karriere in der besten Liga der Welt verhindert hätten. Aubin selber begründete seine schwächeren Torhüterwerte jedoch mit der veränderten Spielweise unter dem neuen Trainer Jeff Tomlinson, welche sich im Gegensatz zu seinem Vorgänger Harold Kreis deutlich offensiver gestaltete. In der Saison 2011/12 wurde der Frankokanadier schließlich vom neu verpflichteten Bobby Goepfert als Stammtorhüter verdrängt und absolvierte nur 16 Partien für die Rheinländer.
Im Sommer 2012 folgte der Wechsel in die italienische Serie A1, wo er beim HC Pustertal unterschrieb. Nach zwei Spielzeiten dort schloss sich Aubin im Sommer 2014 den Ducs d’Angers an, für die er in der Saison 2014/15 insgesamt 22 Partien in der französischen Ligue Magnus bestritt. Nachdem er sich im siebten Spiel der Play-off-Halbfinalserie gegen Épinal eine langwierige Verletzung zuzog, die ihn daran hinderte an der Vorbereitung auf die folgende Saison teilzunehmen, entschied sich der Kanadier für die Beendigung seiner aktiven Karriere.

## Erfolge und Auszeichnungen
- 2015 Trophée Jean Ferrand